# Lágrimas Negras (DVD)
Lágrimas Negras es un DVD de la banda asturiana Avalanch, grabado en directo en el festival Viña Rock durante la gira de su disco El hijo pródigo, y editado en 2006.

## Canciones
- Aún Respiro
- El Ángel Caído
- Xana
- La Cara Oculta De La Luna
- Niño
- Papel Roto
- Alas de Cristal
- Delirios de Grandeza
- Semilla de Rencor
- Lágrimas Negras

## Extras
- Avalanch en el estudio y entrevistas
- Videoclip: Alas de Cristal
- Stunned Parrots en el estudio

- Datos: Q5985210